# 상리초등학교 (경기)
상리초등학교는 대한민국 경기도 연천군 연천읍에 위치한 초등학교이다.

## 학교 연혁
- 1954.08.27 연천국민학교 상리분교로 개교
- 1981.03.02 병설유치원 1학급 설립인가
- 1996.03.01 상리초등학교로 개명

## 참고 자료
- 상리초등학교 - 한국교육학술정보원 학교알리미